# Salzburg Ducks 2023
Questa voce raccoglie le informazioni riguardanti i Salzburg Ducks nelle competizioni ufficiali della stagione 2023.

## Maschile

### Austrian Football League 2023

#### Stagione regolare
| Salisburgo 2 aprile 2023, ore 14:00 1ª giornata | Salzburg Ducks | 41 – 13 (7-7 21-0 7-0 6-6) referto | AFC Rangers Mödling | Max Aicher Stadion |

| Graz 15 aprile 2023, ore 18:00 2ª giornata | Styrian Bears | 7 – 48 (0-14 0-7 7-7 0-20) referto | Salzburg Ducks | Verbandsplatz (556 spett.) |

| Salisburgo 23 aprile 2023, ore 14:00 3ª giornata | Salzburg Ducks | 34 – 41 (0-7 13-14 0-6 21-14) referto | Prague Black Panthers | Max Aicher Stadion |

| Salisburgo 30 aprile 2023, ore 14:00 4ª giornata | Salzburg Ducks | 34 – 42 (13-14 6-7 0-7 15-14) referto | Graz Giants | Max Aicher Stadion (1200 spett.) |

| Salisburgo 14 maggio 2023, ore 14:00 5ª giornata | Vienna Dragons | 27 – 14 (14-7 7-0 6-0 0-7) referto | Salzburg Ducks | Max Aicher Stadion (920 spett.) |

| Innsbruck 21 maggio 2023, ore 15:00 6ª giornata | Tirol Raiders | 23 – 30 (0-14 10-7 7-7 6-2) referto | Salzburg Ducks | Football Bundes Leistungs Zentrum (820 spett.) |

| Salisburgo 4 giugno 2023, ore 15:00 7ª giornata | Salzburg Ducks | 7 – 52 (0-7 7-31 0-7 0-7) referto | Vienna Vikings | Max Aicher Stadion (1230 spett.) |

| Salisburgo 11 giugno 2023, ore 15:00 8ª giornata | Salzburg Ducks | 52 – 44 (8-14 14-16 23-6 7-8) referto | Telfs Patriots | Max Aicher Stadion (1080 spett.) |

| Traun 17 giugno 2023, ore 17:00 9ª giornata | Traun Steelsharks | 12 – 42 (0-13 12-15 0-7 0-7) referto | Salzburg Ducks | Sportzentrum Traun (560 spett.) |

| Mödling 1º luglio 2023, ore 15:00 10ª giornata | AFC Rangers Mödling | 21 – 46 (7-25 7-14 0-7 7-0) referto | Salzburg Ducks | Stadion Mödling (272 spett.) |

### Statistiche di squadra
| Competizione      | %Vittorie | In casa | In casa | In casa | In casa | In casa | In casa | In trasferta | In trasferta | In trasferta | In trasferta | In trasferta | In trasferta | Totale | Totale | Totale | Totale | Totale | Totale |
| Competizione      | %Vittorie | G       | V       | N       | P       | Pf      | Ps      | G            | V            | N            | P            | Pf           | Ps           | G      | V      | N      | P      | Pf     | Ps     |
| ----------------- | --------- | ------- | ------- | ------- | ------- | ------- | ------- | ------------ | ------------ | ------------ | ------------ | ------------ | ------------ | ------ | ------ | ------ | ------ | ------ | ------ |
| Stagione regolare | .600      | 5       | 2       | 0       | 3       | 168     | 192     | 5            | 4            | 0            | 1            | 180          | 90           | 10     | 6      | 0      | 4      | 348    | 282    |
| Totale            | .600      | 5       | 2       | 0       | 3       | 168     | 192     | 5            | 4            | 0            | 1            | 180          | 90           | 10     | 6      | 0      | 4      | 346    | 282    |

### Statistiche personali

#### Marcatori
| Giocatore   | Ruolo | TD rush | TD recv | TD int | TD p.ret | TD k.ret | TD oth | Xp1 | Xp2 | FG | Saf | Totale |
| ----------- | ----- | ------- | ------- | ------ | -------- | -------- | ------ | --- | --- | -- | --- | ------ |
| Jones       |       | 0       | 11      | 0      | 0        | 1        | 0      | 0   | 1   | 0  | 0   | 74     |
| Denton      |       | 6       | 0       | 0      | 0        | 0        | 0      | 0   | 1   | 0  | 0   | 38     |
| Bernsteiner |       | 6       | 0       | 0      | 0        | 0        | 0      | 0   | 0   | 0  | 0   | 36     |
| Kanyinda    |       | 0       | 6       | 0      | 0        | 0        | 0      | 0   | 0   | 0  | 0   | 36     |
| Niebler     |       | 0       | 0       | 0      | 0        | 0        | 0      | 35  | 0   | 0  | 0   | 35     |
| Madden      |       | 4       | 0       | 1      | 0        | 0        | 0      | 0   | 0   | 0  | 0   | 30     |
| Toure       |       | 0       | 4       | 0      | 0        | 1        | 0      | 0   | 0   | 0  | 0   | 30     |
| Drechsler   |       | 0       | 3       | 0      | 0        | 0        | 0      | 0   | 2   | 0  | 0   | 22     |
| Reuter      |       | 0       | 3       | 0      | 0        | 0        | 0      | 0   | 0   | 0  | 0   | 18     |
| Kenney      |       | 0       | 0       | 2      | 0        | 0        | 0      | 0   | 0   | 0  | 0   | 12     |
| Philips     |       | 1       | 0       | 0      | 0        | 0        | 0      | 0   | 0   | 0  | 0   | 6      |
| N. Steiner  |       | 0       | 1       | 0      | 0        | 0        | 0      | 0   | 0   | 0  | 0   | 6      |
| Team        |       | 0       | 0       | 0      | 0        | 0        | 0      | 0   | 0   | 0  | 3   | 6      |

#### Passer rating
| Giocatore | G  | Att | Comp | Int | Yds  | TD | NFL   | NCAA   |
| --------- | -- | --- | ---- | --- | ---- | -- | ----- | ------ |
| Denton    | 10 | 356 | 184  | 8   | 2616 | 28 | 92,63 | 134,87 |

## Femminile

### AFL - Division Ladies 2023

#### Stagione regolare
| Salisburgo 26 agosto 2023, ore 14:00 CEST 1ª giornata | Salzburg Ducks Ladies | 20 – 33 (13-14 7-13 0-0 0-6) referto | Telfs Patriots Ladies /Schwaz Hammers Ladies | Ducks Pond |

| San Gallo 3 settembre 2022, ore 14:00 CEST 2ª giornata | Sankt Gallen Bears | 20 – 26 (0-6 0-7 6-0 14-13) referto | Salzburg Ducks Ladies | Stadion Gründenmoos (250 spett.) |

| Vienna 15 ottobre 2023, ore 15:00 CEST 3ª giornata | Vienna Vikings Ladies | 60 – 13 (42-0 6-0 12-7 0-6) referto | Salzburg Ducks Ladies | Footballzentrum Ravelinstraße |

| Telfs 22 ottobre 2023, ore 13:00 CEST 4ª giornata | Telfs Patriots Ladies/ Schwaz Hammers Ladies | 63 – 34 (0-6 35-15 14-7 14-6) referto | Salzburg Ducks Ladies | Sportzentrum Telfs |

| Salisburgo 28 ottobre 2023, ore 14:00 CEST 5ª giornata | Salzburg Ducks Ladies | 16 – 20 (8-0 8-0 0-7 0-13) referto | Sankt Gallen Bears | Ducks Pond |

| Salisburgo 4 novembre 2023, ore 15:30 CEST 6ª giornata | Salzburg Ducks Ladies | 6 – 45 referto | Vienna Vikings Ladies | Ducks Pond |

### Statistiche di squadra
| Competizione      | %Vittorie | In casa | In casa | In casa | In casa | In casa | In casa | In trasferta | In trasferta | In trasferta | In trasferta | In trasferta | In trasferta | Totale | Totale | Totale | Totale | Totale | Totale |
| Competizione      | %Vittorie | G       | V       | N       | P       | Pf      | Ps      | G            | V            | N            | P            | Pf           | Ps           | G      | V      | N      | P      | Pf     | Ps     |
| ----------------- | --------- | ------- | ------- | ------- | ------- | ------- | ------- | ------------ | ------------ | ------------ | ------------ | ------------ | ------------ | ------ | ------ | ------ | ------ | ------ | ------ |
| Stagione regolare | .167      | 3       | 0       | 0       | 3       | 73      | 143     | 3            | 1            | 0            | 2            | 42           | 98           | 6      | 1      | 0      | 54     | 115    | 241    |
| Totale            | .167      | 3       | 0       | 0       | 3       | 73      | 143     | 3            | 1            | 0            | 2            | 42           | 98           | 6      | 1      | 0      | 5      | 115    | 241    |